# Yohann Puaud
Yohann Puaud (Frankrijk, 28 mei 1975) is een Franse striptekenaar en scenarist.

## Carrière
Puaud studeerde reclametekenen aan de Saint-Joseph in La Joliverie in Saint-Sébastien-sur-Loire. Zijn militaire dienst bracht hij door bij de parachutisten. Tussen 1995 en 1997 volgde hij cursussen in toegepaste kunst aan de Pivaut-school in Nantes.
In 2001 begon zijn carrière met de fantasyreeks Au-delà des merveilles, die pas in 2004 werd uitgegeven bij  Clair de Lune, nadat zijn eerste uitgever was verdwenen. Als scenarist gebruikte hij hierbij zijn echte naam, voor zijn tekenwerk gebruikte hij het pseudoniem Wyllow, als eerbetoon aan de film Willow.
Puaud tekende vervolgens een trilogie over de geschiedenis van koffie, chocolade en thee op scenario van Pascal Davoz.
In 2014 verzorgde hij de illustraties voor het album Alesia in de educatieve reeks De reizen van Alex, geschreven door Pascal Davoz.